# Промптов Олександр Миколайович
Олександр Миколайович Промптов (27 червня 1898, Севастополь — 11 листопада 1948, Колташі) — радянський генетик і орнітолог, який вивчав звуки птахів, робив аудіозаписи пташиних пісень і припускав роль вокалізації і поведінки в ізоляції і видоутворенні.

## Життєпис
Олександр Промптов народився в Севастополі у 1898 році, де починав свою службу його батько, Микола Іванович Промптов. Незабаром після народження Олександра вся сім'я повернулася в Кострому, де і пройшли дитинство і юність майбутнього біолога. Дід А. Н. Промптова, Іван Васильович, був поштмейстером в Кінешмі, дружив з А. Н. Островським. Батько, Микола Іванович Промптов, був юристом за освітою, працював податковим інспектором і дослужився до чину дійсного статського радника. Він одружився з дочкою московського купця Ганною Андріївною Биковською.
Закінчив Нечаївську гімназію в Москві. Ще будучи хлопчиком, він виявляв інтерес до птахів, але він вважав за краще вивчати експериментальну зоологію, а не орнітологію. Вважається, що його вибору, можливо, допомогли сімейні зв'язки з Н. К. Кольцовим, який міг вплинути на керівництво університету, щоб Промптов вивчив генетику птахів.
Промптов закінчив МГУ в 1923 році і почав працювати там на кафедрі генетики.

## Дослідження
У 1926 році він почав дослідження в Інституті зоології Московського університету по плейотропізму і поліморфізму в генетиці Drosophila. Протягом цього періоду він продовжував проявляти інтерес до польової орнітології і почав вивчати багато аспектів біології птахів, включаючи вивчення пісень і гібридизацію в'юркових.
Після захисту дисертації в 1929 році він здійснив поїздку на Урал, щоб вивчити варіацію пісні у декількох видів птахів. Повернувшись через два місяці, він приступив до читання лекцій з загальної біології. У 1937 році він підготував 400-сторінкове керівництвоз польової орнітології «Птахи в природі», яке вважається класичним. Ця робота містила звуки птахів, описані в його власних позначеннях. Промптов також став піонером в області звукозапису птахів в СРСР за допомогою інструменту, який використовував фотоплівку.
Інша його робота була присвячена пісням зябликів. Грунтуючись на мінливості пісень, він розділив популяції зябликів Радянського Союзу на кілька великих об'єднань і виявив, що, хоча птахи мігрували, самці, як правило, поверталися до своїх натальних територій, що допускало географічну дивергенцію типів пісень, не зважаючи на те, що навчання пісні було задіяно.
У 1940 році він перейшов в орнітологічну лабораторію Інституту еволюційної фізіології і патології вищої нервової діяльності, яка була створена в Колтушах І. П. Павловим. Там Промптов почав вивчати видоспецифічну стереотипну поведінку у птахів.
Промптов вивчав процес видоутворення і зазначив, що мінливість пісні пов'язана як зі спадковістю, так і з навчанням. Промптовська концепція видоутворення була врахована прихильниками сучасного еволюційного синтезу.

## Сім'я
Був одружений двічі. Перша дружина — Зінаїда Миколаївна Зачатейська, дочка священика (репресована і загинула у ГУЛАГу). Мали сина Сергія. Друга дружина — Єлизавета В'ячеславівна Лукіна.

## Самогубство
11 листопада 1948 року Промптов покінчив життя самогубством.